# Juozas Aleksonis
Juozas Aleksonis (*  23. Oktober 1913 in Ricieliai bei Liškiava, Rajongemeinde Varėna; † 5. April 1944 in Kaunas) war ein sowjetischer Partisan und Held der Sowjetunion (1958).

## Leben
Aleksonis diente bei den litauischen Streitkräften und lernte an der Wirtschaftsschule Kaunas. 1936 wurde er Komsomol-Mitglied. Von 1940 bis 1941 arbeitete er beim Komsomol in Kaunas. Während des Zweiten Weltkriegs floh er in die Sowjetunion. 1942 lernte er an der Westfront-Schule für Radisten (Funker) beim ZK der KPdSU. 
Im Sommer 1943 wurde er Partisan in Litauen. Er gründete die Radiostation „Tiesos balsas“ am Bahnhof Kaunas. 1944 erschoss er sich, nachdem er in einen Hinterhalt geraten war.
Im Oktober 1963 wurde eine Mittelschule in Kaunas (jetzt Kauno Saulės gimnazija) nach Aleksonis umbenannt.
1969 gab man in der Sowjetunion eine Briefmarke zum Andenken an Aleksonis heraus.